# Yngve Bäck
Yngve Veli Päiviö Bäck, född 21 november 1904 i Vasa, död 30 juli 1990 i Helsingfors, var en finländsk målare.

## Biografi
Efter att ha avlagt studenten 1923 började Bäck studera vid Finska konstföreningens ritskola, där den finländska konstnären, Eero Järnefelt, var verksam som lärare. Han debuterade fem år senare, 1928, med en utställning i Konstsalongen i Helsingfors.
Bäck gjorde regelbundna besök i Paris och påverkades mycket av konstnärer inom den så kallade parisskolan, där till exempel Henri Matisse och Pierre Bonnard var förgrundsgestalter. Kolorismen blev ett kännetecken för Bäcks personliga stil.
I de skandinaviska kretsarna i Paris lärde han även känna sin musa och blivande hustru Märta Bäck (då Lindblad), som under tiden arbetade i Paris som sjuksköterska. De båda kom att tillbringa långa perioder i Frankrike, men bodde i regel under sommarhalvåret i Finland.
Bäck var även med och grundade Prismagruppen, som bland andra bestod av målarna Ragnar Ekelund, Torger Enckell och Gösta Diehl. Beslutet om grundandet togs hemma hos Märta och Yngve i januari 1956.
Han belönades år 1960 med Pro Finlandia-medaljen.